# Kooganahalli, Honnali
Kooganahalli là một làng thuộc tehsil Honnali, huyện Davanagere, bang Karnataka, Ấn Độ.